# Macrobrachium birae
Macrobrachium birae är en kräftdjursart som beskrevs av Lobao, Melo och Fernandes 1986. Macrobrachium birae ingår i släktet Macrobrachium och familjen Palaemonidae. Inga underarter finns listade i Catalogue of Life.